# نبات صلب الأوراق

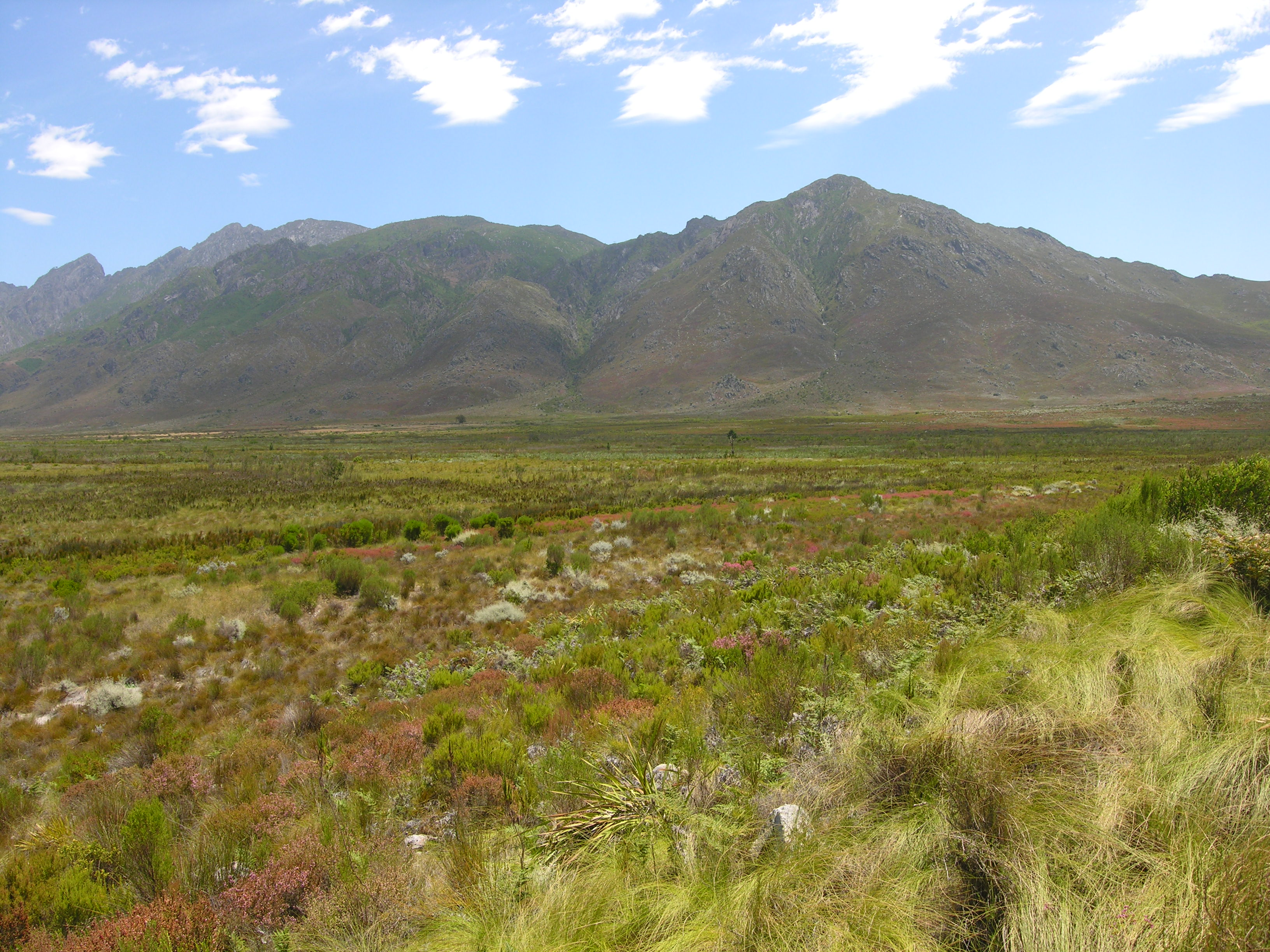
فينبوس في جنوب أفريقيا

نبات صلب الأوراق أو نبات متصلب الورق (بالإنجليزية: sclerophyll)‏ هو نوع من النباتات التي لها أوراقٌ صلبة، وعُقلٌ داخلية ٌقصيرة (المسافة بين الأوراق على طول الساق)، كما أنَّ اتجاه الأوراق يكون موازيًا أو منحرفًا لأشعة الشمس مباشرةً.